# Smilin' at Trouble
Smilin' at Trouble è un film muto del 1925 diretto da Harry Garson. Sceneggiato e adattato da Barry Barringer e Gertrude Orr su un soggetto di Rob Wagner, aveva come interpreti Maurice B. Flynn, Helen Lynch, Ray Ripley, Lee Shumway, Charles McHugh.

## Trama
Il ricco appaltatore Michael Arnold, aspirando a diventare uno dei personaggi più influenti in società, incoraggia la figlia Alice a sposare Lafayette Van Renselaer, un giovane dandy aristocratico. Lei, invece, è piuttosto attratta da Jerry Foster, un ingegnere che lavora alla diga nel West che sta costruendo suo padre. Ma scambia l'amicizia di Jerry con Kathleen O'Toole per amore. Kathleen, in realtà, ha una relazione proprio con Lafayette che, però, la lascia quando ha l'opportunità di sposare la ricca ereditiera. L'uomo, inoltre, non perde occasione di denigrare Foster, sostenendo che si è preso gioco di Kathleen. Foster scopre le manovre per screditarlo e, in una resa dei conti, si batte con Swazey, il prepotente caposquadra, e lo licenzia. L'uomo, come impazzito, fa fuoriuscire l'acqua dai serbatoi, provocando un'inondazione. Van Renselaer, nel disastro, annega. Foster salva Alice e ottiene la sua mano.

## Produzione
Il film fu prodotto dalla Harry Garson Productions.

## Distribuzione
Il copyright del film, richiesto dalla R-C Pictures Corp. come Smiling at Trouble, fu registrato il 6 dicembre 1925 con il numero LP22086.

Distribuito dalla Film Booking Offices of America, il film uscì lo stesso giorno nelle sale statunitensi. Il 15 dicembre, si tenne una prima a Niagara Falls.

Il 1º aprile 1926, il film fu presentato a Londra distribuito dalla Film Distributors. In Danimarca, dove uscì il 15 novembre 1926, prese il titolo Bedste Mand paa Pladsen; in Portogallo, distribuito il 19 agosto 1929, quello di Sorrindo às Dificuldades; in Brasile, divenne Sorrindo ao Perigo.
Molte pubblicità riportavano invece che quello di Maurice B. Flynn, il nome "Lefty" Flynn, il soprannome con il quale l'attore era popolarmente conosciuto.
Copia completa della pellicola si trova conservata negli archivi della Cinémathèque Royale de Belgique di Bruxelles.